# Mathias de l'Obel
Mathias de l’Obel, o de Lobel o Lobelius o Lobelio (Lilla, 1538 – Highgate, 3 marzo 1616), è stato un botanico fiammingo, di origine francese.

## Biografia
De l'Obel studia a Montpellier allievo di Guillaume Rondelet che lo tiene in grande stima.
Esercita la medicina dal 1571 al 1581 ad Anversa e a Delft dove è medico del principe d'Orange. Nel 1584, lascia i Paesi Bassi per fuggire dalla guerra civile e si stabilisce in Gran Bretagna dove vivrà fino alla morte.
È il soprintendente del orto botanico di Hackney fondato da Lord Zouch.
Diventa anche botanico del re sotto Giacomo I.
In collaborazione con Pierre Pena, fa uscire His Stirpium adversaria nova nel 1571 e nel 1576, Plantarum seu stirpium historia, che sarà tradotto in fiammingo, nel 1581, con il titolo di Kruydboeck.

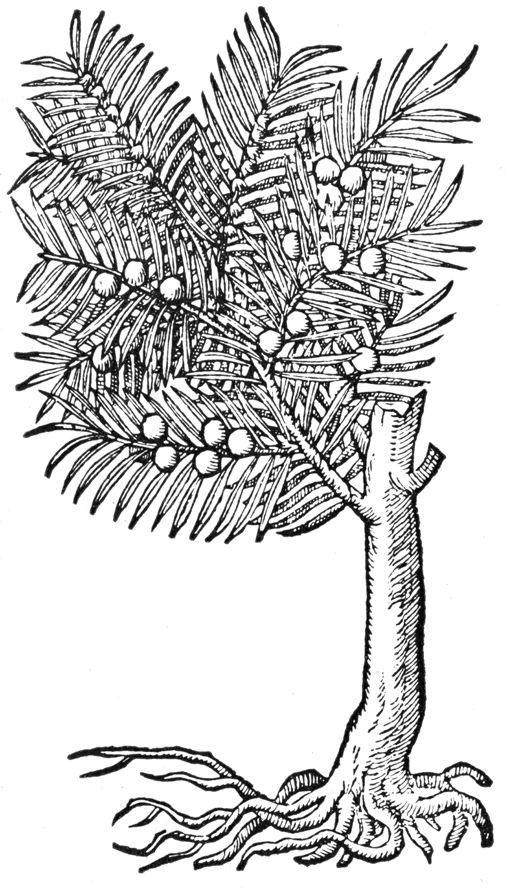
Taxus da Icones Stirpium, 1591.

Nel suo Stirpium, de l'Obel descrive circa 1500 specie in modo preciso con indicazione delle località dove le specie sono state raccolte: è la flora dei dintorni di Montpellier ma descrive anche piante del Tirolo, della Svizzera e dei Paesi Bassi. Questa opera è accompagnata da 268 stampe su legno di piccole dimensioni.
Il secondo, Plantarum è più di un semplice adattamento del primo con un indice in sette lingue e più di 2 000 illustrazioni (di cui la maggior parte è tratta da opere di  Clusius, di Rembert Dodoens e di Pietro Andrea Mattioli. De l'Obel lo dedica alla regina Elisabetta I. È stampato da Christophe Plantin e conosce un grande successo. Vi si trova pure un embrione di classificazione migliore di quelle di autori precedenti: unisce con precisione i roseaux, piante che vivono nei canneti, le graminacee e i cereali ma anche, in un altro gruppo i trifogli e le ossalidi per le loro foglie suddivise in tre.
Charles Plumier gli ha dedicato il genere Lobelia (della famiglia della  Campanulaceae).

## Opere
- (LA) Plantarum seu stirpium historia, Antwerpen, Christophe Plantin, 1576. L'editore Plantin acquistò Stirpium Adversaria Nova pubblicato a Londra da Purfoot nel 1570-1571, cambiò la prima pagina, aggiunse un indice, l'appendice di de l'Obel, il Formulae Remediorum di Rondelet, e lo mise in vendita preceduto dall'uscita dell'opera di de l'Obel.
- Plantarum seu stirpium icones. Antverp, Christophe Plantin, 1581.
- Icones stirpium, seu plantarum tam exoticarum, quam indigenarum, in gratiam rei herbariae studiosorum in duas partes digestae. Cum septem linguarum indicibus, ad diversarum nationum usum. Anvers, Ex officina Plantiana, Apud Viduam et Ioannem Moretum, 1591.
- Kruydtboeck  .Plantin, 1581.